# San Juan del Río, Durango
San Juan del Río là một đô thị thuộc bang Durango, México. Năm 2005, dân số của đô thị này là 10634 người.